# Artie Bernstein
Artie Bernstein né le 3 février 1909 à New York mort le 4 janvier 1964 à Los Angeles est un contrebassiste de jazz.

## Carrière
Il commence à apprendre le violoncelle puis adopte la contrebasse en 1929. Diplômé en droit il exerce quelque temps la profession d'avocat avant de se tourner vers le jazz. Il débute avec Ben Pollack au début des années 1930, joue avec Red Nichols puis avec les frères Tommy Dorsey et Jimmy Dorsey. En 1939 il entre dans l'orchestre de Benny Goodman puis le quitte en 1941. Il part pour la Californie où il travaille pour les studios de cinéma jusqu'à sa mort en 1964. Il a fait partie des Metronome all stars millésime 1941 et a accompagné notamment Billie Holiday.

## Source
- Philippe Carles, André Clergeat dictionnaire du jazz Bouquins/Laffont 1990 p. 90-91